# ハイビジョンニュース
『ハイビジョンニュース』は、NHKで2000年4月6日から2000年11月30日まで放送されていたニュース番組である。

## 概要
それ以前からも週刊ハイビジョンニュースと題して、ハイビジョン試験放送（BS-9アナログ）で週1回の生放送をしていたが、それをさらに発展させ、月曜日 - 金曜日の16:00 - 16:05に、実用化試験中のNHKアナログハイビジョンと総合テレビにて放送された（いわゆるサイマル放送）。
放送するニュースについては、全国各地で行われた催しなど、各地の話題などを放送した。総合テレビではレターボックスサイズでの放送であった。ニュース素材に関しては他のNHKのニュース番組でも同様で2000年12月のBSデジタル放送開始まで続いていた（その際、画面左下に「ハイビジョン撮影」と表示）。
なお、大きな事件事故が発生した際には、サイマル放送を行わず、総合テレビは独自のニュース番組を放送した。